# Giải bóng đá vô địch quốc gia Đức 2010–11
Giải bóng đá vô địch quốc gia Đức 2010–11 (Fußball-Bundesliga 2010-11) là mùa giải thứ 48 của Bundesliga, giải đấu bóng đá hàng đầu nước Đức. Mùa giải bắt đầu vào cuối tuần ngày 21 tháng 8 năm 2010 với trận mở màn mùa giải và sẽ kết thúc vào ngày 14 tháng 5 năm 2011. Mùa nghỉ đông có hiệu lực từ 18 tháng 12 năm 2010 và tới ngày 15 tháng 1 năm 2011. Đương kim vô địch của giải là FC Bayern München.
Lần đầu tiên kể từ mùa giải 2003-04, hai câu lạc bộ từ một thành phố (Hamburger SV, FC St. Pauli) cùng ở Bundesliga. Lần đầu tiên trong lịch sử 20 năm của Hiệp hội bóng đá Đông Bắc Đức (NOFV) trong mùa hiện tại, không có câu lạc bộ từ khu vực Hiệp hội NOFV được đại diện ở Bundesliga.

## Vòng Bảng

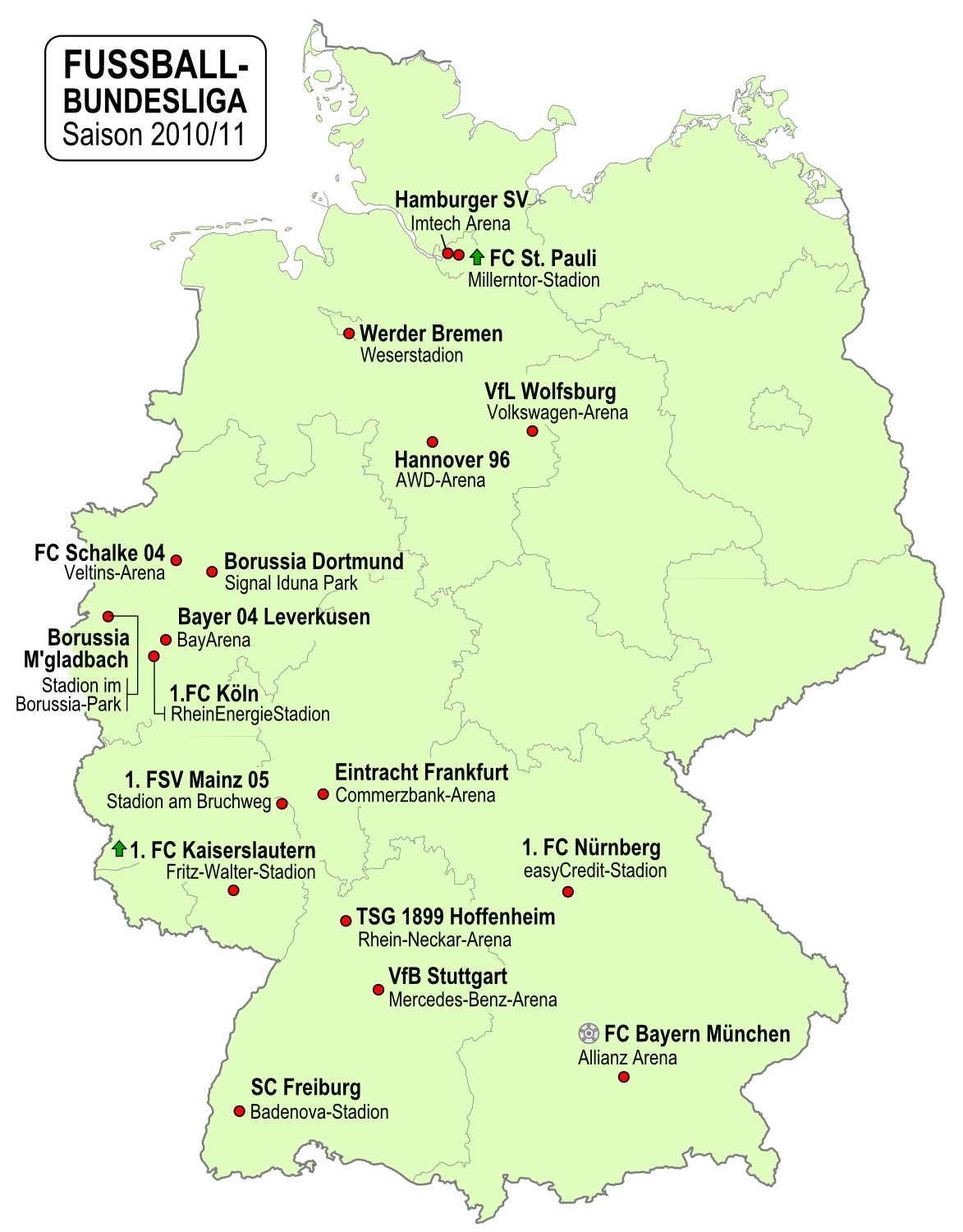
Các đội bóng tham gia tại mùa giải 2010/11

Dưới đây là bảng xếp hạng vòng 32 của Bundesliga.
| Xếp hạng | Đội bóng                 | Trận. | G  | U  | V  | Bàn thắng | Hiệu số. | Điểm |
| -------- | ------------------------ | ----- | -- | -- | -- | --------- | -------- | ---- |
| 01.      | Borussia Dortmund        | 34    | 23 | 6  | 5  | 67:22     | +45      | 75   |
| 02.      | Bayer 04 Leverkusen      | 34    | 20 | 8  | 6  | 64:44     | +19      | 68   |
| 03.      | FC Bayern München(M/P)   | 34    | 19 | 8  | 7  | 81:40     | +41      | 65   |
| 04.      | Hannover 96              | 34    | 19 | 3  | 12 | 49:45     | +4       | 60   |
| 05.      | 1. FSV Mainz 05          | 34    | 18 | 4  | 12 | 52:39     | +13      | 58   |
| 06.      | 1. FC Nürnberg           | 34    | 13 | 8  | 13 | 45:40     | +2       | 47   |
| 07.      | 1.FC Kaiserslautern(N)   | 34    | 13 | 7  | 14 | 48:51     | −3       | 46   |
| 08.      | Hamburger SV             | 34    | 12 | 9  | 13 | 46:52     | −6       | 45   |
| 09.      | SC Freiburg              | 34    | 13 | 5  | 16 | 41:50     | -9       | 44   |
| 10.      | 1.FC Köln                | 34    | 13 | 5  | 16 | 47:62     | -15      | 44   |
| 11.      | TSG 1899 Hoffenheim      | 34    | 11 | 10 | 13 | 43:48     | ±0       | 43   |
| 12.      | VfB Stuttgart            | 34    | 12 | 6  | 16 | 60:59     | +1       | 42   |
| 13.      | Werder Bremen            | 34    | 10 | 11 | 13 | 47:61     | −14      | 41   |
| 14.      | FC Schalke 04            | 34    | 11 | 7  | 16 | 38:44     | −6       | 40   |
| 15.      | VfL Wolfsburg            | 34    | 9  | 11 | 14 | 43:48     | −5       | 38   |
| 16.      | Borussia Mönchengladbach | 34    | 10 | 6  | 18 | 48:65     | −17      | 36   |
| 17.      | Eintracht Frankfurt      | 34    | 9  | 7  | 18 | 31:49     | −18      | 34   |
| 18.      | FC St. Pauli (N)         | 34    | 8  | 5  | 21 | 35:68     | −33      | 29   |

|     | Vô địch Đức và tham gia UEFA Champions League     |
|     | Tham gia ở UEFA Champions League                  |
|     | Tham gia tại vòng đá loại UEFA Champion League    |
|     | Tham gia vòng loại UEFA Europa League             |
|     | Tham gia đá play-off với đội đứng thứ ba hạng hai |
|     | Xuống hạng                                        |
| (M) | Đương kim vô địch Bundesliga 2009/10              |
| (P) | Chiến thắng Cúp bóng đá Đức mùa giải 2009/10      |
| (N) | Mới lên hạng                                      |

## Bảng kết quả thi đấu
Bảng kết quả thi đấu của tất cả các trận đấu mùa giải này. Các đội chủ nhà được liệt kê ở cột bên trái, các đội khách ở dòng đầu.
| 2010/11 đội nhà/đội khách | BAY | S04 | BRE | LEV | DOR | STU | HAM | WOB | MAI | FRA | HOF | MGL | KÖL | FRE | H96 | NUR | KAI | STP |
| ------------------------- | --- | --- | --- | --- | --- | --- | --- | --- | --- | --- | --- | --- | --- | --- | --- | --- | --- | --- |
| FC Bayern München         |     | :   | 0:0 | 5:1 | 1:3 | :   | 6:0 | 2:1 | 1:2 | 4:1 | 4:0 | 1:0 | 0:0 | 4:2 | 3:0 | 3:0 | 5:1 | 3:0 |
| FC Schalke 04             | 2:0 |     | 4:0 | 0:1 | 1:3 | 2:2 | 0:1 | 1:0 | :   | 2:1 | 0:1 | 2:2 | 3:0 | 1:0 | 1:2 | 1:1 | 0:1 | 3:0 |
| Werder Bremen             | 1:3 | 1:1 |     | 2:2 | :   | 1:1 | 3:2 | 0:1 | 0:2 | 0:0 | 2:1 | 1:1 | 4:2 | 2:1 | 1:1 | 2:3 | 1:2 | 3:0 |
| Bayer 04 Leverkusen       | 1:1 | 2:0 | 2:2 |     | 1:3 | 4:2 | :   | 3:0 | 0:1 | 2:1 | 2:1 | 3:6 | 3:2 | 2:2 | 2:0 | 0:0 | 3:1 | 2:1 |
| Borussia Dortmund         | 2:0 | 0:0 | 2:0 | 0:2 |     | 1:1 | 2:0 | 2:0 | 1:1 | :   | 1:1 | 4:1 | 1:0 | 3:0 | 4:1 | 2:0 | 5:0 | 2:0 |
| VfB Stuttgart             | 3:5 | 1:0 | 6:0 | 1:4 | 1:3 |     | 3:0 | 1:1 | 1:0 | 1:2 | 1:1 | 7:0 | 0:1 | 0:1 | :   | 1:4 | 2:4 | 2:0 |
| Hamburger SV              | 0:0 | 2:1 | 4:0 | 2:4 | 1:1 | 4:2 |     | 1:3 | 2:4 | 1:0 | 2:1 | :   | 6:2 | :   | 0:0 | 1:1 | 2:1 | 0:1 |
| VfL Wolfsburg             | 1:1 | 2:2 | 0:0 | 2:3 | 0:3 | 2:0 | 0:1 |     | 3:4 | 1:1 | 2:2 | 2:1 | 4:1 | 2:1 | 2:0 | 1:2 | :   | 2:2 |
| 1. FSV Mainz 05           | 1:3 | 0:1 | 1:1 | 0:1 | 0:2 | 2:0 | 0:1 | 0:1 |     | :   | 4:2 | 1:0 | 2:0 | 1:1 | 0:1 | 3:0 | 2:1 | :   |
| Eintracht Frankfurt       | 1:1 | 0:0 | 1:1 | 0:3 | 1:0 | 0:2 | 1:3 | 3:1 | 2:1 |     | 0:4 | 0:1 | :   | 0:1 | 0:3 | 2:0 | 0:0 | 2:1 |
| TSG 1899 Hoffenheim       | 1:2 | 2:0 | 4:1 | 2:2 | 1:0 | :   | 0:0 | :   | 1:2 | 1:0 |     | 3:2 | 1:1 | 0:1 | 4:0 | 1:1 | 3:2 | 2:2 |
| Borussia Mönchengladbach  | 3:3 | 2:1 | 1:4 | 1:3 | 1:0 | 2:3 | 1:2 | 1:1 | 2:3 | 0:4 | 2:0 |     | 5:1 | :   | 1:2 | 1:1 | 0:1 | 1:2 |
| 1. FC Köln                | 3:2 | :   | 3:0 | :   | 1:2 | 1:3 | 3:2 | 1:1 | 4:2 | 1:0 | 1:1 | 0:4 |     | 1:0 | 4:0 | 1:0 | 1:3 | 1:0 |
| SC Freiburg               | 1:2 | 1:2 | 1:3 | :   | 1:2 | 2:1 | 1:0 | 2:1 | 1:0 | 0:0 | 3:2 | 3:0 | 3:2 |     | 1:3 | 1:1 | 2:1 | 1:3 |
| Hannover 96               | 3:1 | 0:1 | 4:1 | 2:2 | 0:4 | 2:1 | 3:2 | 1:0 | 2:0 | 2:1 | 2:0 | :   | 2:1 | 3:0 |     | :   | 3:0 | 0:1 |
| 1. FC Nürnberg            | 1:1 | 2:1 | 1:3 | 1:0 | 0:2 | 2:1 | 2:0 | 2:1 | 0:0 | 3:0 | :   | 0:1 | 3:1 | 1:2 | 3:1 |     | 1:3 | 5:0 |
| 1. FC Kaiserslautern      | 2:0 | 5:0 | :   | 0:1 | 1:1 | 3:3 | 1:1 | 0:0 | 0:1 | 0:3 | 2:2 | 3:0 | 1:1 | 2:1 | 0:1 | 0:2 |     | 2:0 |
| FC St. Pauli              | :   | 0:2 | 1:3 | 0:1 | 1:3 | 1:2 | 1:1 | 1:1 | 2:4 | 1:3 | 0:1 | 3:1 | 3:0 | 2:2 | 0:1 | 3:2 | 1:0 |     |

## Thống kê
Tính đến ngày 18 tháng 2 năm 2011
| nguồn: kicker 28 bàn - Mario Gómez (Bayern Munich) 22 bàn - Papiss Cissé (SC Freiburg) 17 bàn - Milivoje Novaković (1. FC Köln) 16 bàn - Lucas Barrios (Borussia Dortmund) - Theofanis Gekas (Eintracht Frankfurt) - Srdan Lakić (1.FC Kaiserslautern) 15 bàn - André Schürrle (1.FSV Mainz 05) 14 bàn - Didier Ya Konan (Hannover 96) 13 bàn - Lukas Podolski (1. FC Köln) - Raúl (FC Schalke 04) Nguồn: kicker 16 lần - Christian Tiffert (1.FC Kaiserslautern) 12 lần - Mario Götze (Borussia Dortmund) - Thomas Müller (FC Bayern München) - Frank Ribéry (FC Bayern München) 11 lần - Marko Marin (SV Werder Bremen) 9 lần - Mehmet Ekici (1.FC Nürnberg) - Lewis Holtby (1. FSV Mainz 05) - Arjen Robben (FC Bayern München) - Julian Schieber (1.FC Nürnberg) - Arturo Vidal (Bayer Leverkusen) - Zé Roberto (Hamburger SV) |

## Sân vận động
Một số sân vận động đang trải qua công việc sửa chữa, trong đó là Mercedes-Benz Arena, Sân vận động Millerntor và Sân vận động Weser. Công suất của Sân vận động Franken cũng đã tăng nhẹ trong lượt về, trong khi đấu trường lớn nhất của Hamburg đã được đổi tên thành Imtech Arena.
| Đội bóng                 | Địa điểm          | Tên                  | Số lượng khán giả |
| ------------------------ | ----------------- | -------------------- | ----------------- |
| Bayer Leverkusen         | Leverkusen        | BayArena             | 30,210            |
| Bayern Munich            | Munich            | Allianz Arena        | 69,000            |
| Borussia Dortmund        | Dortmund          | Signal Iduna Park    | 80,552            |
| Borussia Mönchengladbach | Mönchengladbach   | Borussia-Park        | 54,057            |
| Eintracht Frankfurt      | Frankfurt am Main | Commerzbank-Arena    | 51,500            |
| SC Freiburg              | Freiburg          | Badenova-Stadion     | 24,000            |
| Hamburger SV             | Hamburg           | Imtech Arena         | 57,000            |
| Hannover 96              | Hanover           | AWD-Arena            | 49,000            |
| 1899 Hoffenheim          | Sinsheim          | Rhein-Neckar-Arena   | 30,150            |
| 1. FC Kaiserslautern     | Kaiserslautern    | Fritz Walter Stadion | 48,500            |
| 1. FC Köln               | Köln              | RheinEnergieStadion  | 50,000            |
| Mainz 05                 | Mainz             | Stadion am Bruchweg  | 20,300            |
| 1. FC Nuremberg          | Nuremberg         | EasyCredit-Stadion   | 48,548            |
| Schalke 04               | Gelsenkirchen     | Veltins-Arena        | 61,673            |
| FC St. Pauli             | Hamburg           | Millerntor-Stadion   | 24,487 1          |
| VfB Stuttgart            | Stuttgart         | Mercedes-Benz Arena  | 39,950 2          |
| Werder Bremen            | Bremen            | Weserstadion         | 42,100 3          |
| VfL Wolfsburg            | Wolfsburg         | Volkswagen Arena     | 30,000            |

Ghi chú:
1. Sân vận động Millerntor hiện đang xây dựng lại và mở rộng, sân sẽ được hoàn thành vào năm 2014.
2. Mercedes-Benz Arena sẽ được chuyển đổi sang loại hình sân vận động bóng đá trong mùa giải 2009-10 và mùa giải 2010-11. Kết quả là, sức chứa của sân sẽ giảm từ 58.000 chỗ ngồi xuống 39.950 ở mùa giải 2010-11.
3. Weserstadion đang trải qua một số xây dựng nhỏ trong mùa giải, do đó sức chứa của sân giảm trong thời gian đó.